# Langues en Guinée
La langue officielle de la république de Guinée est le français. Utilisé par l'administration, l'enseignement, les médias et le monde des affaires, il est la langue de l'État et des institutions officielles. Il existe par ailleurs de nombreuses langues nationales disproportionnellement repartie dans les quatre régions naturelles, notamment le malinké, le soussou, et le peul.

## Histoire

### De 1958 à nos jours
De 1958 à 1966, le français était la langue officielle d'enseignement à l'école.
De 1966 en 1984, huit langues sont instaurées dans le système éducatif en Guinée : le français, le soussou, le peul, le malinké, le kissi, le toma, le Coniagui et le bassari.
Le français est la langue officielle du pays, parlé par 15 à 25 % de la population. À la fin du régime d'Ahmed Sékou Touré, le français est redevenu la langue unique d'enseignement à l'école.
La langue française est une langue en forte expansion en Guinée d'après les derniers rapports[réf. nécessaire].
En 2002, le nombre de locuteurs de langue maternelle française était estimé à 2 % de la population totale. D'après les autorités guinéennes, une nouvelle estimation de 2007 revoit ce chiffre fortement à la hausse par rapport à celle de 2002 : le nombre de francophones atteindrait 21,1 % et le nombre de francophones partiels 42,1 %. L'ensemble cumulé représente six millions de personnes, soit 63,2 % de la population totale ayant une maîtrise partielle ou complète de cette langue. La raison de ce décalage réside dans le fait que ce sont des estimations.
Certaines langues minoritaires sont menacées d'extinction : c'est le cas des langues du Rio Nunez qui comprennent le mbulungish et le baga pukur, pratiqués par 5 000 locuteurs à peine pour chacun des deux, dans un petit nombre de villages,.

## Répartition démographique
Le peul est majoritairement parlé en Moyenne-Guinée et en Basse Guinée. Le malinké est majoritairement parlé en Haute-Guinée Le soussou est majoritairement parlé en Guinée maritime. Le koniaké (7 %), le guerzé (3,8 %), le kissi (3,5 %) et le toma (1,8 %)[précision nécessaire] sont parlés en Guinée forestière. Plus précisément, le guerzé est parlé à Nzérékoré et à Yomou. Le koniaké est parlé aussi à Nzérékoré et à Beyla ; le kissi est parlé à Guéckédou et à Kissidougou. Enfin le kono à Lola.
Selon une enquête Oumar Diallo et Zézé Koivogui et Lass Bangoura écrivain, la « langue première » des habitants de la ville de Conakry est par ordre décroissant : le soso (soussou) 40 %, le pular (peul) 35 %, le maninka 38 %, le koniaké 5 %, le kissi 4 %, le guerzé 3,8 %, le français 2 %, le toma 2 % et le dihanké 1,8 %.

## Listes des langues nationales
1. Soussou
2. Nalou
3. Mikhifôré
4. Balanté
5. Baga
6. Téméné
7. Landouma
8. Mandenyi
9. Tanda
10. Peulh
11. Badiaranké
12. Sarakolé
13. Diakhanké
14. Coniagui
15. Bassari
16. Foulakounda
17. Mandinka
18. Maninka
19. Kouranko
20. Toucouleur
21. Jalonké
22. Wassoulounké
23. Sankaranké
24. Toma
25. Guerzé
26. Kissi
27. Mano
28. Lélé
29. Kono
30. Konianké
31. Manya

## Écritures
Les langues nationales sont écrites à l’aide de plusieurs alphabets : latin, adlam, kôrésébéli, arabe, et n’ko,.
L’alphabet national guinéen, utilisant l’alphabet latin, a été standardisé avec l’alphabet africain de référence à la suite du changement de régime politique en 1984 et adopté comme alphabet national par décret (no 19/PRG du 10 mars 1989). Il est utilisé dans l’enseignement en langue nationale.
L’alphabet arabe (adjami) a été harmonisé et normalisé sous l’égide de l’ISESCO (Organisation islamique pour l’éducation, la science et la culture) et de l’UNESCO. Il est principalement utilisé pour le pulaar.
L’alphabet n’ko est principalement utilisé pour le maninka et le koniaké. Mais à Beyla on utilise un autre alphabet qui est le Bhèkan, spécifiquement adapté à la langue koniaké.